# Brendin Louw
Brendin Louw (ur. 2005) – południowoafrykański zapaśnik walczący w stylu wolnym. Brązowy medalista mistrzostw Afryki w 2024. Trzeci na mistrzostwach Afryki kadetów w 2020 roku.